# 矢吹車站
矢吹車站（日语：／ Yabuki eki */?）是一由東日本旅客鐵道（JR東日本）所經營的鐵路車站，位於日本福島縣西白河郡矢吹町中町，是JR東日本東北本線沿線的車站，也是所在地矢吹町的主車站，在運務方面是由仙台支社管轄。

## 車站結構
側式月台1面1線與島式月台1面2線、合計2面3線的地面車站。設有跨站式站房和升降機。

### 月台配置
| 月台 | 路線      | 方向 | 目的地         | 備註               |
| ---- | --------- | ---- | -------------- | ------------------ |
| 1    | ■東北本線 | 下行 | 郡山、福島方向 |                    |
| 2    | ■東北本線 | 下行 | 郡山、福島方向 | 主要為此站始發列車 |
| 2    | ■東北本線 | 上行 | 白河、黑磯方向 | 部分列車           |
| 3    | ■東北本線 | 上行 | 白河、黑磯方向 |                    |

## 相鄰車站
東日本旅客鐵道
■東北本線
泉崎－矢吹－鏡石

## 外部連結
- （日語）矢吹車站（JR東日本） （页面存档备份，存于）